# اتو (امپراتور روم)
مارکوس سالویوس اتو سزار آگوستوس (به لاتین: Marcus Salvius Otho Caesar Augustus) یا به اختصار اتو (۲۸ آوریل ۳۲–۱۶ آوریل ۶۹) به مدت سه ماه در سالی که به سال چهار فرمانروا معروف شد فرمانروای امپراتوری روم از ۱۵ ژانویه تا هنگام مرگش در ۱۶ آوریل ۶۹ بود.

## زندگی
اوتو با نام کامل مارکوس سالویوس اتو در ۲۸ آوریل ۳۲ در خانواده‌ای اصیل زاده شد. در جوانی یکی از دوستان نرون، امپراتور وقت بود اما پس از آنکه نرون پوبیا سبینا، همسر اوتو را به معشوقگی خودش گرفت و بعدتر با او ازدواج کرد این دوستی به پایان رسید.
اتو در سال ۵۸ به عنوان فرماندار به لوسیتانیا فرستاده شد و به مدت ۱۰ سال در آنجا ماند، سپس در سال ۶۸ به گالبا پیوست و همراه با او در شورشی که علیه نرون شکل گرفته بود شرکت کرد. نرون در ۹ ژوئن ۶۸ دست به خودکشی زد و گالبا با عنوان امپراتور جدید بر تخت نشست. اتو انتظار داشت که گالبا او را به عنوان جانشین خود اعلام نماید اما چنین نشد. این موضوع سبب رنجش اتو گردید و او به صف مخالفان گالبا پیوست.
با کشته‌شدن گالبا در ۱۵ ژانویه ۶۹، اتو در همان روز به عنوان امپراتور جدید روم انتخاب شد و با عنوان مارکوس سالویوس اتو سزار آگوستوس بر تخت نشست. امپراتوری او در همه جا به جز آلمان به رسمیت شناخته‌شد. همین موضوع سبب شد تا اولوس ویتلیوس که به عنوان فرماندهٔ لژیون‌های منطقهٔ راین سفلی از سوی گالبا انتخاب شده بود نیز خود را امپراتور بنامد. او به سوی ایتالیا لشکر کشید و موفق به شکست نیروهای اتو شد.
اتو در ۱۶ آوریل ۶۹ دست به خودکشی زد و با فروکردن خنجری در قلب خود به زندگیش پایان داد.